# Computerskærmbeslag
Et computerskærmbeslag, skærmbeslag er et understøttende beslag med en drejearm som er beregnet til at holde en computerskærm, bærbar computer, notesbog eller anden type billedskærm. Skærmarm et almindeligt udtryk for denne anordning. Beslagets drejearm kan minde om et videoovervågningskameras drejearm

## Typer

### Installation
- Vægmonteret – monteres på væg.
- Klemme – klemmebeslag fastgøres til kanten af et skrivebord.
- Grommet – hardware indsættes gennem et hul i skrivebordet og fastgøres nedenunder.

### Almindelige arbejdsstationopsætninger
- Enkelt skærmarm – den mest almindelige brug.
- Flere skærmarme – med fremkomsten af multiskærme opsætninger bliver monteringer med flere skærmarme mere almindelige.
- Laptoparm – designet til at understøtte en bærbar computer.
- Blandet brug – dobbeltarmsmontering, der understøtter en skærm og en bærbar eller tablet.